# Марія (королева Єрусалиму)
Марія I (1192 — 5 квітня 1212) — королева Єрусалиму (1205—1212).

## Біографія
Народилася 1192 року у родині Ізабели I та Конрада Монферрата. Після смерті матері у 1205 році владу перебрав як регент її дядько Жан д'Ібелін. Він правив до 1210 року, коли було вирішено обрати для Марії чоловіка для зміцнення держави. Було обрано Жана де Брієна, родина Ібелінів. 4 вересня того ж року відбулося весілля. Втім владу фактично перебрав на себе де Брієн, Марія виконувала лише формальні функції, суттєвої ролі у політичному житті Єрусалимського королівства вона не відігравала. Вона не втручалася у державні справи. У 1212 при народжені чергової дитини Марія померла.

## Родина
Чоловік — Жан де Брієн
Діти
- Ізабела (1212—1228)
- Бланка (1212)